# 卷曲受体
卷曲受体（英語：Frizzled）是G蛋白偶联受体中的一个家族作为Wnt信号通路和其他信号通路中的受体。当其被激活，会引起基质中信号通路下游散乱蛋白的激活。

## 物种分布
卷曲受体的基因在从海绵到人类的一系列动物基因组中都有发现。

## 功能
卷曲受体在调节胚胎发育，细胞极性，神经突触的形成，细胞增殖，以及发育和成体生物的许多其它的过程中扮演重要角色。这些调控涉及三个信号通路，包括经典Wnt/β-catenin通路、Wnt/calcium通路和平面细胞极性（PCP）通路。人类中卷曲受体4基因上的突变与一种影响视网膜和玻璃体的罕见疾病家族性渗出性玻璃体视网膜病变相关。
卷曲受体（fz）作用于果蝇表皮细胞的细胞骨架，产生表皮毛和刚毛的平行阵列。在FZ突变体中，整个生物个体的刚毛方向被改变。
在翅的发育中，Fz有两个功能：it is required for the proximal-distal transmission of an intracellular polarity signal; and it is required for cells to respond to the polarity signal. Fz produces an mRNA that encodes an integral membrane protein with 7 putative transmembrane (TM) domains. This protein should contain both extracellular and cytoplasmic domains, which could function in the transmission and interpretation of polarity information.This signature is usually found downstream of the Fz domain (IPR000024)

## 富半胱氨酸结构域
卷曲受体蛋白包含一个富半胱氨酸结构域，这种结构域常见于受体酪氨酸激酶等蛋白。在黑腹果蝇中，一些组织极性基因编码的卷曲受体蛋白作为Wnt信号通路的细胞表面受体。
卷曲受体属于七跨膜类受体（7TMR）并有一个与Wnt配体结合相关联的富半胱氨酸胞外结构域。而卷曲受体与多种受体酪氨酸激酶在富半胱氨酸结构域上有着序列相似性，这些受体酪氨酸激酶在发育中扮演着重要作用，比如肌肉特异性受体酪氨酸激酶（MuSK）、神经元特异性激酶（NSK2）和ROR1与ROR2。这一胞外结构域的结构是已知的，主要由α螺旋组成，包括十个半胱氨酸残基形成的五个二硫键。

## 成员

细胞凋亡中涉及的信号通路概览

下列是人类基因组中的卷曲受体家族成员：
- 卷曲受体1（FZD1）
- 卷曲受体2（FZD2）
- 卷曲受体3（FZD3）
- 卷曲受体4（FZD4）
- 卷曲受体5（FZD5）
- 卷曲受体6（FZD6）
- 卷曲受体7（FZD7）
- 卷曲受体8（FZD8）
- 卷曲受体9（FZD9）
- 卷曲受体10（FZD10）